# Хуросонський джамоат
Гайра́тський джамоат (тадж. Ҷамоат Ғайрат) — джамоат у складі Фархорського району Хатлонської області Таджикистану.
Адміністративний центр — село Дехконобод.
Населення — 14013 осіб (2011; 13619 в 2010, 14326 в 2009).
До складу джамоату входять 2 села:
| Населений пункт | Стара назва | Населення, осіб (2009) | Населення, осіб (2010) |
| --------------- | ----------- | ---------------------- | ---------------------- |
| Тоджикістон     | Таджикистан | 1488                   | 1352                   |
| Дехконобод      | Дехконабад  | 12838                  | 12267                  |